# Детективы
«Детективы» — российский телесериал в жанре детектив, основанный на оригинальной концепции «Private detесtives», по лицензии компании «Constantin Entertainment GmbH».
Транслировался на «Первом канале» с 3 января 2006 по 16 сентября 2011 года. С 19 сентября 2011 года по 21 декабря 2019 года премьерные серии выходили на «Пятом канале».

## О сериале
Детективный игровой сериал, главные герои которого — бывшие майоры полиции (милиции) в отставке, а ныне частные детективы, открывшие частные детективные агентства, Игорь Лукин и Алексей Насонов, сериал снят в документальном стиле, в жанре сериалити с закадровым повествованием от третьего лица. Каждая серия имеет отдельный сюжет, не связанный с другими, в которой расследуется, как правило, одно дело. Также в сериале присутствуют помощники и помощницы детективов, помогающие в раскрытии самых разных дел — от семейно-бытовых конфликтов до тяжких уголовных преступлений.

## В ролях
| Актёр               | Роль |
| ------------------- | --- |
| Алексей Насонов     | Алексей Викторович Насонов (с 1 серии «Новый год отменяется» по 2089 серию «Жемчужина коллекции») частный детектив, майор милиции в отставке |
| Игорь Лукин         | Игорь Петрович Лукин (со 2 серии «Подарки наоборот» по 2090 серию «Отец-молодец») частный детектив, майор милиции в отставке |
| Юлия Вайшнур        | Юля (с 1 серии «Новый год отменяется» по 517 серию «Охота на пастушку») помощница частного детектива |
| Сергей Головин      | Сергей (со 2 серии «Подарки наоборот» по 342 серию «Жили-были») помощник частного детектива |
| Иван Джанчатов      | Иван (с 1 серии «Новый год отменяется» по 864 серию «Задушевный разговор») помощник частного детектива |
| Елена Ландер        | Лена (со 2 серии «Подарки наоборот» по 891 серию «Дедушкина фотография») помощница частного детектива |
| Фёдор Гирусов       | Федор (с 361 серии «Азу по-домашнему» по 1436 серию «Мамина дочка») помощник частного детектива |
| Юлия Дюльдина       | Юля (с 545 серии «Ох рано, встает охрана» по 879 серию «Свадебный генерал») помощница частного детектива |
| Екатерина Данилова  | Катя (с 878 серии «Притяжение» по 1214 серию «За кулисами мечты», 718 серия «Сберегательная банка» в роли Натальи) помощница частного детектива |
| Роман Санин         | Рома (с 878 серии «Притяжение» по 1440 серию «Две сестры», 39 серия «Лысая студентка» в роли Егора, 273 серия «Опасное свидание» в роли Дмитрия) помощник частного детектива |
| Наталья Русинова    | Наташа (с 901 серии «День рождения невесты» по 1940 серию «В петле», 203 серия «По трупам» в роли Вероники, 326 серия «Благие намерения» в роли Полины, 442 серия «Кармен из подворотни» в роли Багиры) помощница частного детектива                                                    |
| Ольга Коровяковская | Оля (с 1217 серии «Предупреждение» по 1437 серию «Брачный договор», 900 серия «Криминальный репортаж» в роли Анастасии) помощница частного детектива |
| Анна Хапкина        | Аня (с 1296 серии «Свеча моей любви» по 2090 серию «Отец-молодец») помощница частного детектива |
| Даниил Дунц         | Данила (с 1445 серии «Лапусик» по 1656 серию «Два билета на футбол», 1424 серия «Гостиница» в роли Ивана) помощник частного детектива |
| Егор Белов          | Егор (с 1441 серии «Головная боль» по 1654 серию «Вот такая любовь») помощник частного детектива |
| Дмитрий Кузьмин     | Дима (с 1628 серии «Непростой ножик» по 2090 серию «Отец-молодец», 1527 серия «Последний ужин» в роли Дмитрия) помощник частного детектива |
| Николай Амосов      | Коля (с 1630 серии «Смерть на блюде» по 1939 серию «Когда тебя не понимают», 1528 серия «Нежный возраст» в роли Сергея Рожкова) помощник частного детектива |
| Алиса Колганова     | Алиса (с 1941 серии «Дневник воспоминаний» по 2026 серию «Пока все влюблялись») помощница частного детектива |
| Пётр Коврижных      | Пётр (с 1941 серии «Дневник воспоминаний» по 2026 серию «Пока все влюблялись», 1471 серия «Опасный возраст» в роли Алекса, 1711 серия «Верблюжья колючка» в роли Стаса Баранова) помощник частного детектива                                                                            |
| Виктор Нечай        | Виктор Григорьевич Нечай (с 327 серии «Последний шанс» по 1983 серию «Свадебный торт», 6 серия «Сонная болезнь» в роли Олега Сеченова) младший советник юстиции/майор юстиции, старший следователь по особо важным делам прокуратуры города Москвы/ГСУ Следственного комитета по Москве |

## Список сезонов
| Сезон | Серии | Период трансляции             |
| ----- | ----- | ----------------------------- |
| 1     | 186   | 3 января — 29 декабря 2006    |
| 2     | 243   | 9 января — 28 декабря 2007    |
| 3     | 241   | 3 января — 29 декабря 2008    |
| 4     | 193   | 3 января — 30 декабря 2009    |
| 5     | 208   | 11 января — 30 декабря 2010   |
| 6     | 220   | 11 января — 31 декабря 2011   |
| 7     | 149   | 17 сентября — 12 декабря 2012 |
| 8     | 100   | 30 сентября — 26 декабря 2013 |
| 9     | 86    | 12 марта — 27 ноября 2014     |
| 10    | 114   | 31 августа — 17 декабря 2015  |
| 11    | 100   | 5 сентября — 30 ноября 2016   |
| 12    | 100   | 23 мая — 16 ноября 2017       |
| 13    | 49    | 12 февраля — 22 декабря 2018  |
| 14    | 101   | 12 января — 21 декабря 2019   |

## Награды и премии
- В 2008 году Игорь Лукин за свою роль в сериале стал обладателем премии в номинации «Герой/Антигерой» на X Международном фестивале «DetectiveFEST»[3].
- В 2009 году Алексей Насонов за свою роль в сериале стал обладателем премии в номинации «Герой» на XI Международном фестивале «DetectiveFEST»[4][5].
- В 2014 году сериал номинировался на премию «Лучший тематический телевизионный сериал» на XVI Международном фестивале «DetectiveFEST»[6].
- ТЭФИ-2018: финалист в номинации дневной телевизионный сериал.[7]
- ТЭФИ-2019: номинация дневной телевизионный сериал.

## Рейтинги
Десятый сезон в среднем получил 7 % среди женщин 25-59 лет.
Премьерные серии одиннадцатого сезона посмотрели 8,9 % женщин 25-59 лет с высоким доходом, эта категория зрителей наиболее востребована рекламодателями.

## Факты
- По утверждениям продюсера сериала Александра Левина, исполнители главных ролей Алексей Насонов и Игорь Лукин действительно имеют звания майора милиции и для съёмок в телесериале уволились со службы[10].
- В 2009 году на основе пяти различных серий сериала вышла книга «Коктейль со смертью»[11].